# 齋藤直子
齋藤 直子（さいとう なおこ）は、日本の教育学者、哲学者。アメリカ哲学、教育哲学専攻。京都大学大学院教育学研究科教授。アメリカ哲学フォーラム会長。

## 人物・経歴
1984年東京外国語大学外国語学部英米語学科卒業。1991年ハーバード大学教育学大学院修士課程修了。1994年東京大学大学院教育学研究科学校教育学専攻修士課程修了。1996年ハーバード大学教育学大学院 Certificate for Advanced Studies 修了、ハーバード大学教育哲学リサーチセンター研究員。2000年コロンビア大学ティーチャーズカレッジ博士課程修了。Ph.D取得。2001年東京大学大学院教育学研究科助手。2003年東京大学大学院総合文化研究科助手。同年京都大学大学院教育学研究科准教授 。2010年ロンドン大学教育研究所客員研究員。2014年ヘルシンキ大学上級研究コレギウム招聘客員研究員。2019年アメリカ哲学フォーラム会長。2020年京都大学大学院教育学研究科教授。

## 著作

### 著書
- "The Gleam of Light : Moral Perfectionism and Education in Dewey" Fordham University Press 2005年
- 『＜内なる光＞と教育：プラグマティズムの再構築』法政大学出版局 2009年
- "American Philosophy in Translation" Rowman & Littlefield International 2019年
- 『「自分を変える」ということ : アメリカの偉大なる哲学者エマソンからの伝言』（木村博美と共著）幻冬舎 2019年

### 編書
- "Education and the Kyoto School of Philosophy : pedagogy for human transformation"（ポール・スタンディッシュと共編） Springer 2012年
- "Stanley Cavell and the education of grownups"（ポール・スタンディッシュと共編） Springer 2012年
- "Stanley Cavell and philosophy as translation : the truth is translated"（ポール・スタンディッシュと共編） Rowman & Littlefield International, Ltd. 2017年
- 『〈翻訳〉のさなかにある社会正義〉』（ポール・スタンディッシュ, 今井康雄と共編）東京大学出版会 2018年
- "Philosophy as translation and the understanding of other cultures"（ナオミ・ホジソンと共編）Routledge 2019年

### 訳書
- スタンリー・カヴェル著『センス・オブ・ウォールデン』法政大学出版局 2005年
- ネル・ノディングズ著『学校におけるケアの挑戦 : もう一つの教育を求めて』（飯塚立人, 吉良直と共訳）ゆみる出版 2007年
- ポール・スタンディッシュ著『自己を超えて : ウィトゲンシュタイン、ハイデガー、レヴィナスと言語の限界』法政大学出版局 2012年